# Eubazus sudeticus
Eubazus sudeticus är en stekelart som först beskrevs av Snoflak 1953.  Eubazus sudeticus ingår i släktet Eubazus och familjen bracksteklar. Inga underarter finns listade i Catalogue of Life.